# Enolmis vivesi
Enolmis vivesi is een vlinder uit de familie dikkopmotten (Scythrididae). De wetenschappelijke naam is voor het eerst geldig gepubliceerd in 1987 door Bengtsson & Passerin d'Entreves.
De soort komt voor in Europa.